# 도약전도

수초화된 뉴런의 활동 전위 전파는 비약 전도로 인해 수초되지 않은 뉴런보다 빠르다.

도약전도(跳躍傳導, 영어: saltatory conduction, 라틴어 saltus '도약, 점프'에서 유래)는 신경과학에서 랑비에결절의 한 결절에서 다음 결절로 수초 축삭을 따라 활동전위가 전파되어 활동전위의 전도 속도를 증가시키는 것이다. 절연되지 않은(uninsulated) 랑비에결절은 축삭 막을 통해 이온이 교환되는 축삭을 따라 있는 유일한 장소로, 간단한 회로의 전기 전도와 달리 미엘린으로 절연된 축삭 영역 사이의 활동 전위를 재생성한다.

## 같이 보기
- 전기생리학
- 세포막 빨기
- 미엘린